# Hubbardia pentapeltis
Espèce
Hubbardia pentapeltis est une espèce de schizomides de la famille des Hubbardiidae.

## Distribution
Cette espèce est endémique de Californie aux États-Unis,. Elle se rencontre dans les comtés de Riverside et de San Diego.

## Description

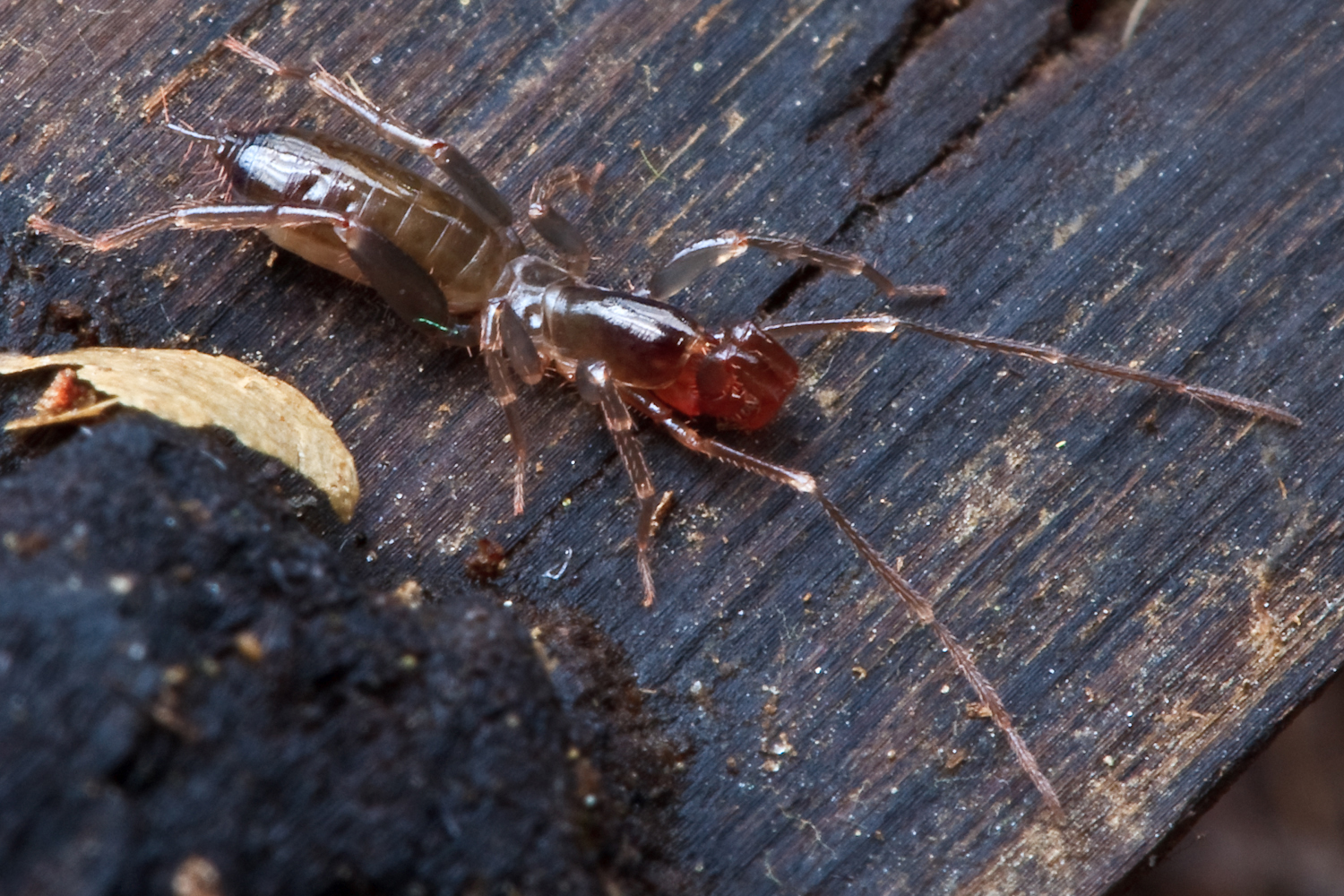
Hubbardia pentapeltis ♀

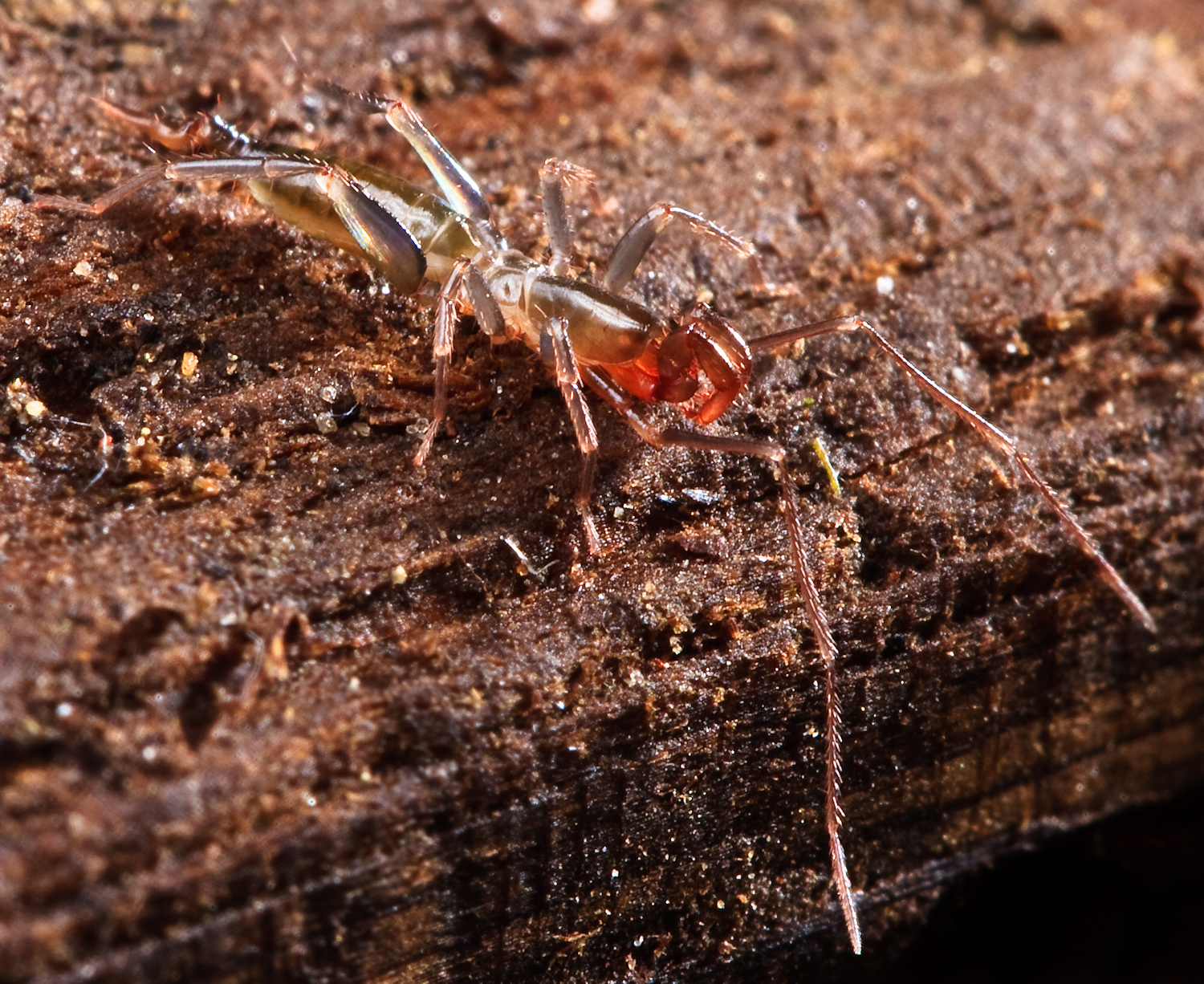
Hubbardia pentapeltis ♂

Le mâle holotype mesure 11 mm.

## Publication originale
- Cook, 1899 : Hubbardia, a new genus of Pedipalpi. Proceedings of the Entomological Society of Washington, vol. 4, p. 249-261 (texte intégral).